# Hyoscyamus

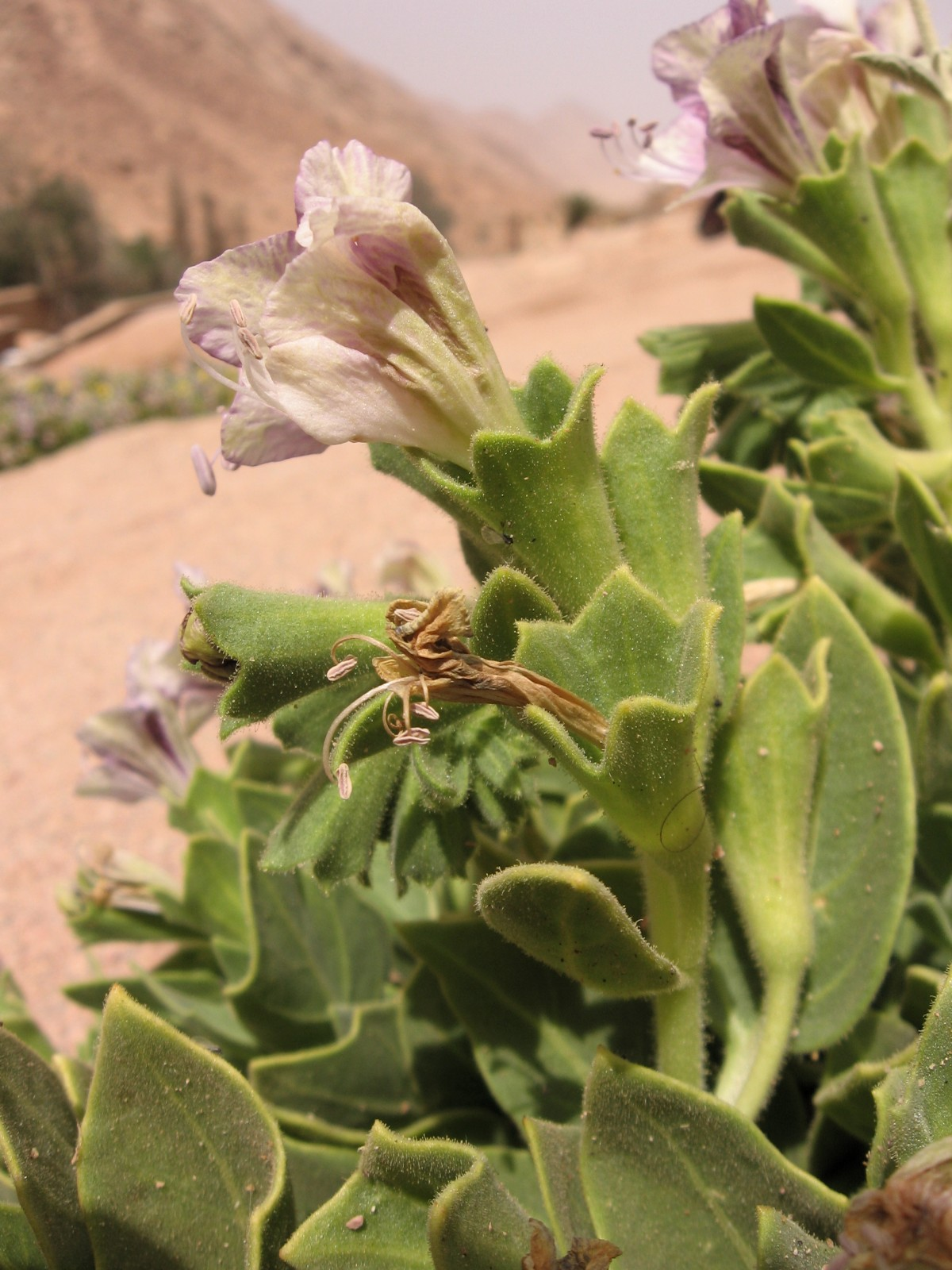
Un ejemplo del género: Hyoscyamus muticus en la península del Sinaí

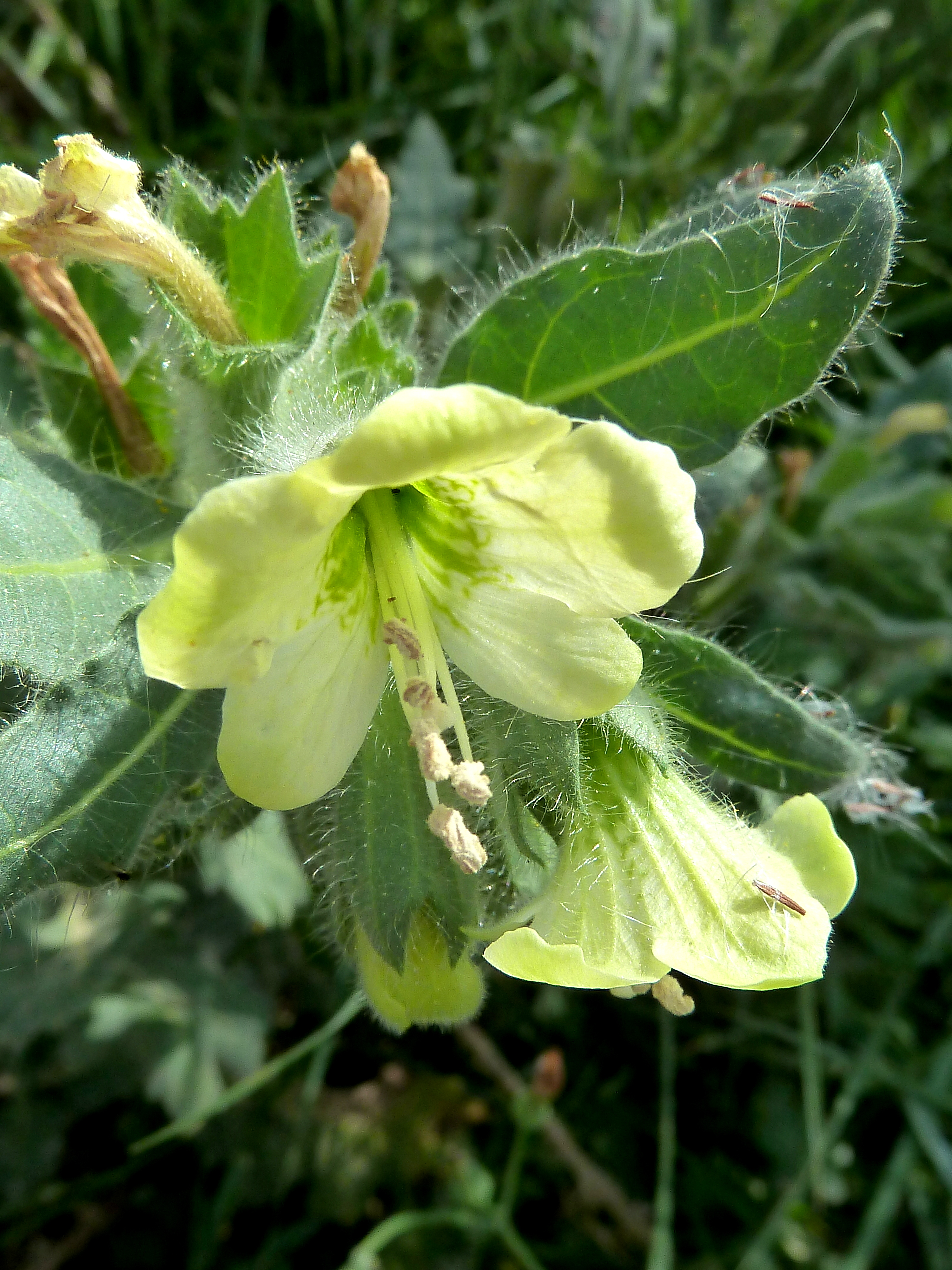
Flor de una especie corriente en España y Europa: Hyoscyamus albus

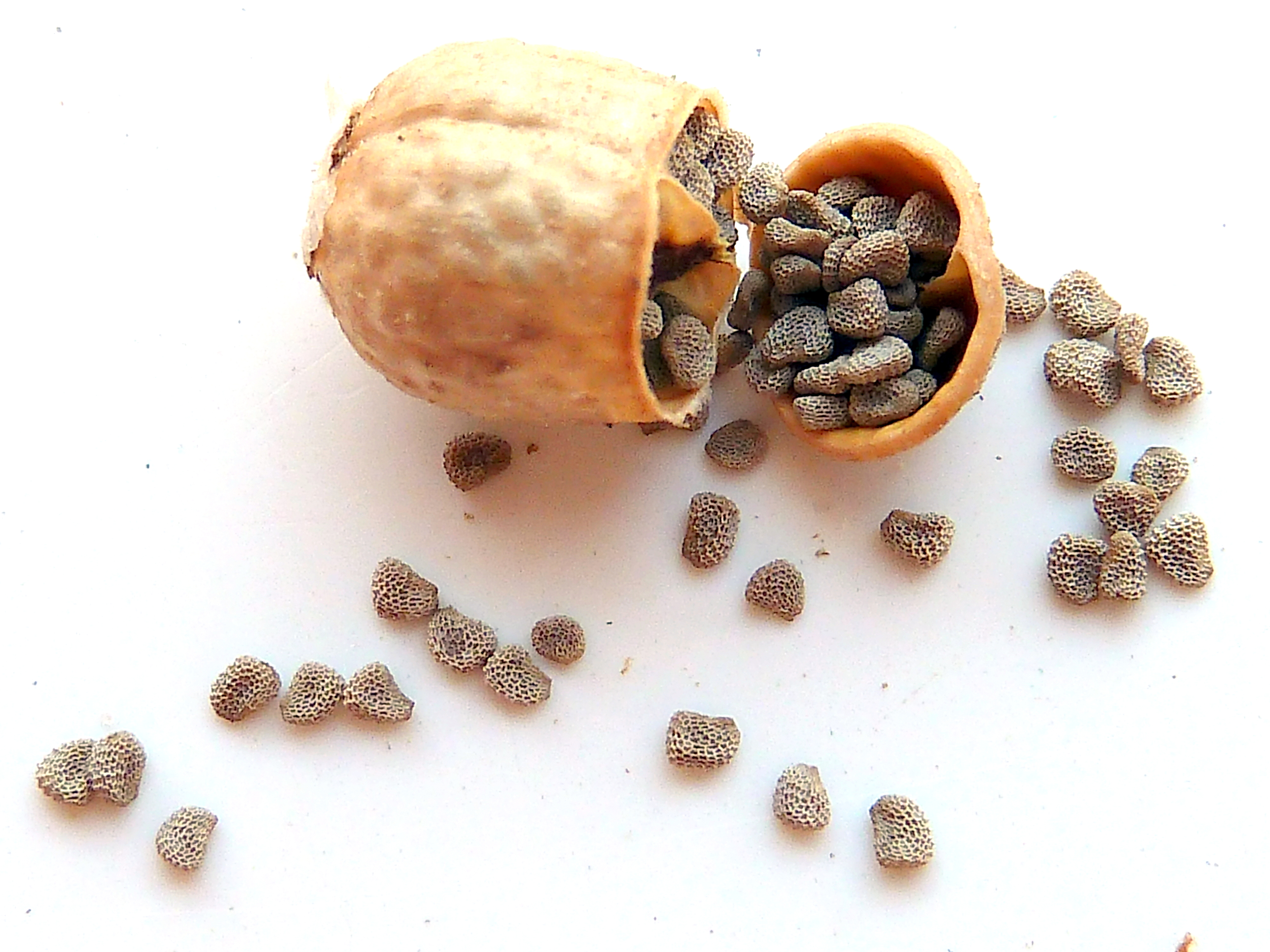
Pixidio abierto y semillas de Hyoscyamus albus

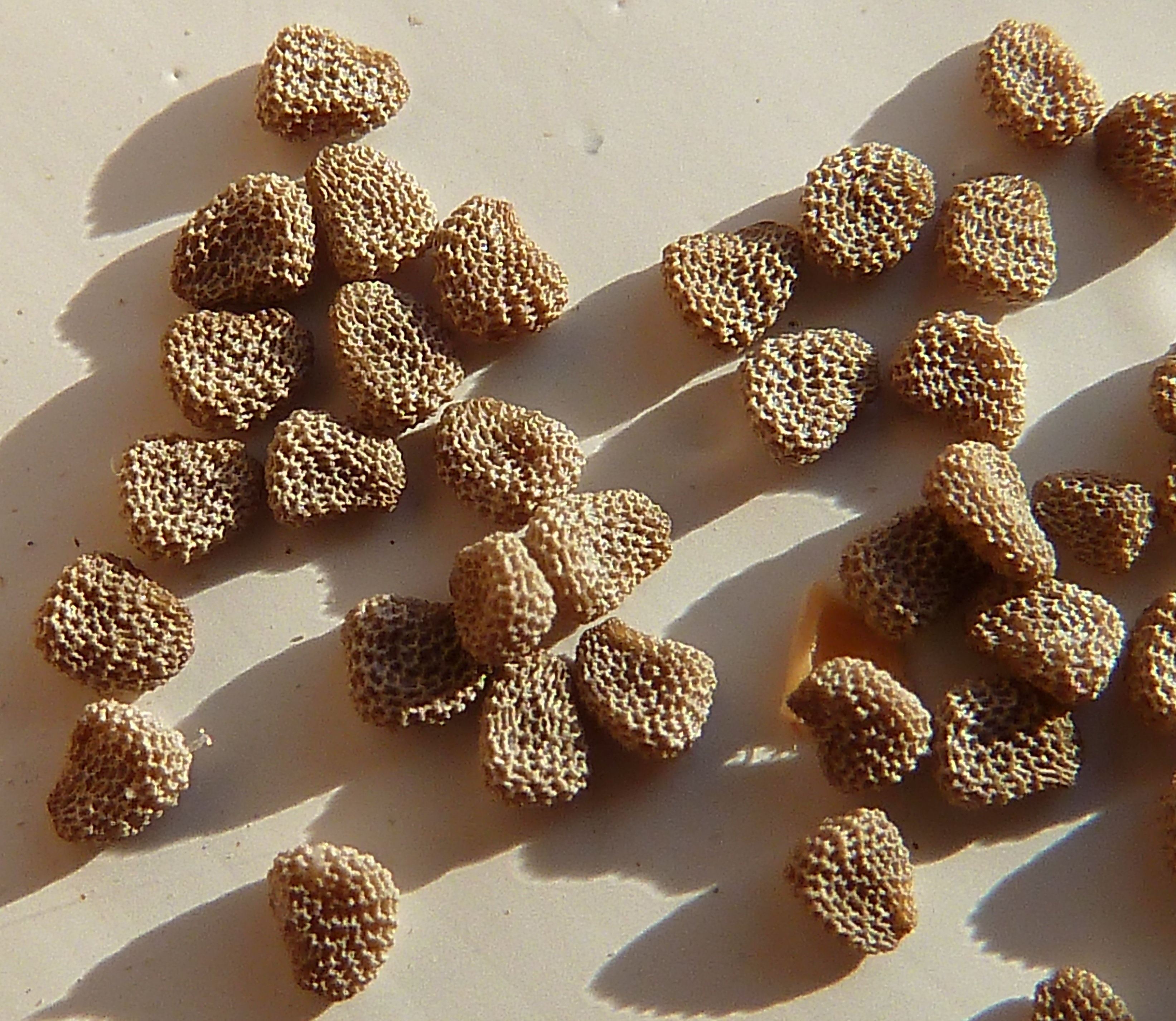
Detalle de las semillas alveoladas de Hyoscyamus albus

Hyoscyamus, generalmente conocido como beleño, acompañado de un calificativo, es un género de plantas herbáceas perteneciente a la subfamilia Solanoideae, de la familia Solanaceae. Comprende una decena especies aceptadas de las casi 80 descritas, unas 60 quedando todavía sin resolver taxonómicamente.
- Advertencia: Todas las especies del género Hyoscyamus son plantas venenosas que, aunque tengan ciertos usos farmacéutico/medicinales benéficos, para diversas dolencias y en dosis, usualmente homeopáticas, bien definidas, deben manejarse con suma precaución, ya que, entre otros aspectos, la cantidad de principios activos peligrosos para una especie o, incluso, un individuo en particular puede variar de manera importante e imprevisible según las condiciones edáficas y climáticas del lugar de recolección.

## Descripción
Las especies del género son herbáceas anuales, bienales o perennes, con pubescencia de pelos glandulares simples. Los tallos son erectos y ramificados con hojas simples, alternas, pecioladas o sentadas y, eventualmente, con las hojas basales en roseta. Las inflorescencias, en cimas escorpioides o helicoides,  aparentemente en espiga cuando estén desarrolladas, raramente monoflorales, son terminales o axilares. Las flores son algo zigomorfas, hermafroditas, bracteadas, subsentadas o sentadas, con el cáliz campanulado de sépalos soldados en un tubo, con 5(8) lóbulos desiguales, persistente, acrescente, coriáceo en la fructificación. mientras la corola es pentalobulada con los lóbulos desiguales. El androceo tiene 5(6) estambres insertos a diversas alturas en la base del tubo de la corola; son desiguales, dos más largos que los otros tres y, generalmente, exertos. Sus filamentos son libres y pubescentes al menos en la base. El gineceo tiene el estigma del estilo capitado. El fruto es un pixidio, incluido en el cáliz acrescente, bilocular con numerosas semillas obovoides/reniformes, comprimidas y de superficie alveolada.

## Distribución geográfica y hábitat
Las especies del género se distribuyen por Macaronesia, Europa, la Cuenca mediterránea, el norte de África y Asia hasta China, con una especial diversidad en Irán y países vecinos. Crece desde paredes en medio urbano hasta las zonas más desérticas de, por ejemplo, la Península arábiga. En la península ibérica solo son presentes 2 especies: Hyoscyamus albus y Hyoscyamus niger, esta última mucho menos corriente y prácticamente limitada a la mitad septentrional de dicho territorio, mientras la primera abunda en toda la península y, además, en las Islas Baleares y las Islas Canarias.

## Subdivisiones, especies aceptadas y sus distribuciones nativas
- Subgénero Hyoscyamus
  - Sección Hyoscyamus
    - Subsección Hyoscyamus
      - Hyoscyamus reticulatus  L. - de Egipto a Asia occidental.
      - Hyoscyamus squarrosus Griff. - Irán, Afganistán y Pakistán.
      - Hyoscyamus niger  L. - Europa, África del Norte y Asia.

    - SubsecciónPusilli
      - Hyoscyamus pusillus  L. - de Egipto a Asia occidental y central.

    - Subsección Adyctii
      - Hyoscyamus albus L. - de Macaronesia y la Cuenca mediterránea hasta Asia occidental.
      - Hyoscyamus desertorum  (Asch. & Boiss.) Täckh. - Egipto, Península del Sinaí, Israel y Jordania.

  - Sección Chamaehyoscyamus

- Hyoscyamus aureus  L. - de Egipto a Asia occidental.

- Subgénero Dendrotrichon

- Hyoscyamus insanus Stocks - Afganistán, Pakistán e Irán.
- Hyoscyamus muticus  L. - África del norte y Oriente medio; puntualmente cultivado (Nigeria, Pakistán, ...).

- No incluido en las subdivisiones taxonómicas anteriores

- Hyoscyamus flaccidus C.Wright - Península arábiga

Trabajos más recientes, por ejemplo sobre las especies de Irán
, han introducido otro subgénero, Parahyoscyamus, pero, desgraciadamente, las especies que lo conforman o son sinonimías (Hyoscyamus leptocalyx pertenece a otro género Archihyoscyamus) o no están todavía aceptadas (Hyoscyamus malekianus).

## Taxonomía
El género fue creado y figurado por Joseph Pitton de Tournefort y publicado, primero en Élémens de botanique, ou Méthode pour connoître les Plantes, T. I, Classe II, Genre IV, p. 97-98, pl. 42, 1694 y luego en Institutiones Rei Herbariae, T. I, Classis II, Genus IV, p. 117-118, 1700; fue validado medio siglo más tarde por Carlos Linneo y publicado en Species Plantarum, vol. 1, p. 179, 1753 y su diagnosis ampliada y precisada en Genera Plantarum, n.º 219, p. 84, 1754. La especie tipo es Hyoscyamus niger.
Etimología
Hyoscyamus: del latín hyoscyamus y este del griego ὑοσκύαμος. Ya lo usaban griegos para nombrar diversas especies del género, y lo menciona Plinio el Viejo en Naturalis Historia 25.17. El vocablo es un compuesto de las palabras ὑός ‘cerdo, jabalí’ y κύαμος ‘haba’, o sea ‘haba de cerdo’ y se trataría de una alusión a un episodio de la Odisea en el que Circe, una hechicera, transforma a los compañeros de Ulises en cerdos haciéndoles beber una poción a base de beleño. Ulises se salva, pues estaba inmunizado por el moly que Hermes le entregó a tiempo, pero sus acompañantes fueron presa de una alucinación teriomórfica, provocada por la ingesta de la bebida, alucinación donde se metaforizan, no solo físicamente en cerditos, sino que también adoptan sus comportamientos: «y Circe les echó, para comer, hayucos, bellotas y el fruto del cornejo, que es lo que comen los puercos, que se echan en la tierra».

## Citología
Número básico de cromosomas: x = 14, 17.

## Composición, propiedades y usos
Son plantas tóxicas, y a ciertas dosis pueden ser mortales, pues contienen, en más o menor grado y entre otros, alcaloides tropánicos (hiosciamina, atropina y escopolamina), tanto en sus hojas que en el resto de la planta, incluidas la raíz y las semillas. Los extractos de las hojas tienen propiedades parasimpaticolíticas y la toxicidad de las especies es conocida desde antiguo y en la Edad Media se utilizaban por los sacamuelas y por los malandrines para dormir a la gente y para prácticas de brujería. Para su uso farmacéutico, ciertas especies —las que contienen más principios activos— son recolectadas intensivamente y/o cultivadas a más o menor escala, por ejemplo en Inglaterra, Holanda, Europa central, Eslovaquia, Sicilia, Malta, Creta., Nigeria, Egipto y Pakistán.
Además de dichos alcaloides, de propiedades conocidas desde la más remota antigüedad —incluso prehistoria—, las diferentes especies en sus distintas partes pueden contener otros principios activos como, solo por tomar unos pocos ejemplos, lignanamides, grossamide y cannabisin que tendrían cierta acción anti-tumoral en el cáncer de próstata  y también ácido clorogénico, rutina y otros compuestos (fenoles, quercetina, glucósidos, ...) susceptibles de acción benéfica, entre otras, como potencial protector en las afecciones coronarias, en la enfermedad inflamatoria intestinal (IBD). y como espasmolítico, antidiarreico, broncodilatador y bloqueante de la hiperactividad de la  vejiga urinaria.